# 2020年6月臺灣
| << | 2020年6月 （民國109年） | >> |    |    |    |    |
| \| 日 \| 一 \| 二 \| 三 \| 四 \| 五 \| 六 \| \| \| 1 \| 2 \| 3 \| 4 \| 5 \| 6 \| \| 7 \| 8 \| 9 \| 10 \| 11 \| 12 \| 13 \| \| 14 \| 15 \| 16 \| 17 \| 18 \| 19 \| 20 \| \| 21 \| 22 \| 23 \| 24 \| 25 \| 26 \| 27 \| \| 28 \| 29 \| 30 \| \| \| \| \| \| \| \| \| \| \| \| \| |                         |    |    |    |    |    |
| 臺灣新聞動態／維基新聞 |                         |    |    |    |    |    |
| 世界／中国大陆／臺灣 |                         |    |    |    |    |    |
| 日 | 一                      | 二 | 三 | 四 | 五 | 六 |
| | 1                       | 2  | 3  | 4  | 5  | 6  |
| 7 | 8                       | 9  | 10 | 11 | 12 | 13 |
| 14 | 15                      | 16 | 17 | 18 | 19 | 20 |
| 21 | 22                      | 23 | 24 | 25 | 26 | 27 |
| 28 | 29                      | 30 |    |    |    |    |
| |                         |    |    |    |    |    |

## 6月1日
- 中央流行疫情指揮中心宣布，解除醫療級口罩內外銷的銷售禁令，但仍會與實名制並行，保障民眾購買權益。解禁後政府仍會每日定量徵收800萬片以供實名制購買、庫存量、戰備量等使用，剩下產量由廠商自由銷售，廠商可外銷也可在國內販售[1][2][3][4]。

## 6月2日
- 發行三十多年的《聯合晚報》於本日停刊，（1988年2月22日至2020年6月2日）[5]。

## 6月3日
- 黃挺瑋遭《鏡週刊》公開其私生活而被出櫃[6]。

## 6月4日
- 行政院科技部預告「科技部短期科研探空火箭發射場域安全規範草案」，並將進行預告至6月17日止。由於為科研為目的，因此，發射場址將限定為（屏東縣牡丹鄉旭海村牡丹灣段）[7]。
- 食品藥物管理署為因應新型冠狀病毒（COVID-19）疫情緊急使用，截至同日止，已核准了4件國產檢驗試劑(核酸3件、抗體1件)之專案製造外，另外核准了19件專案輸入(核酸13件、抗體6件)[8]。

## 6月6日
- 高雄市市長韓國瑜罷免案進行投票並以同意票93萬9090票、不同意票2萬5051票通過[9]，成為台灣自治史上首位被罷免的直轄市長[10]。

## 6月7日
- 中央流行疫情指揮中心至今已成立140天（2020年1月20日至6月7日），之間陸續召開了164場記者會，因應近期嚴重特殊傳染性肺炎臺灣疫情已趨緩，未來記者會將改為一週一次，訂於每週三下午2時舉行[11]。

- 交通部對多項管制措施進行鬆綁，台鐵連續假期可賣站票但有數量限制；高鐵可賣自由座；車廂、班機內恢復販售飲食與商品；觀光景區和遊樂區取消人數及車輛限制[12]。車站、捷運進站仍須量體溫，但保持社交距離下可脫口罩。電影院無需梅花座、人數不受限制，保持安全距離，可以不戴口罩[13]。中華職棒座位採間隔梅花座但人數不受限制，保持安全距離，可以不戴口罩，現場可以飲食、販賣食物[14]。

- 衛生福利部整合中央及地方政府各項防疫政策的決策過程，並將此「臺灣模式」以網站「COVID-19臺灣防疫關鍵決策網（页面存档备份，存于）」呈現，向民眾及各國說明臺灣防疫成功因素、衛生醫療體系基礎、重大政策等[15][16]。

## 6月10日
- 財政部統計，2020（民109）年5月全臺灣賦稅收入初步統計，5月實徵淨額2,283億元，較2019年同月減少1,802億元(-44.1%)。累計同年1月至5月實徵淨額7,479億元，較2019年同期減少1,365億元(-15.4%)。累計同年1月至5月實徵淨額7,479億元，較2019年同期減少1,365 億元(-15.4%)[17]。
- 財政部臺北國稅局同日表示，「營利事業因被投資事業破產而發生之投資損失，應以法院破產終結裁定日為認列時點，並取具法院破產終結之裁定書為佐證文件」[18]。

## 6月14日
- 同日清晨4時19分，在宜蘭縣政府東南方85.3公里的臺灣東部海域，發生芮氏規模6.0地震，地震深度為54.8公里[19]。
- 經濟部統計，捷克成為台灣在歐洲的第4大投資國，投資規模僅次於德國、荷蘭與英國。2019年台捷雙邊貿易額將近8.2億美元，台灣出口產品金額為4.54億美元，自捷克進口產品金額約3.65億美元[20]

## 6月15日
- 中央銀行統計，至2019年底臺灣對外資產總額增至2兆2，528億美元，因對外資產大於對外負債，兩相互抵之下，國際投資淨資產部位將達1兆3，427.8億美元，臺灣已位居為全球第5大淨債權國。前五大依序排名為日本、德國、中國、香港及台灣[21]。
- 新北市政府社會局數據公布：臺灣10年來老人受虐案件急遽增加4倍（自2008年的2,271人，飆升至2018年的7,745人），顯示老人受虐問題不容忽視。以新北市紀錄來看，女性長輩受虐是男性的2倍（2018年總數1,557人，其中女性為1,039人，佔66.73%；男性則為518人，佔33.27%）[22]。

## 6月16日
- 世界動物衛生組織（OIE）同日晚於官網發布新聞稿，宣告代表大會通過最後決議，正式改列臺灣為「口蹄疫非疫區且不施打疫苗」[23]。台灣正式從「口蹄疫區」除名，貿易局已透過外交使館掌握世界各主要國家進口規定，同時與農委會合作擬訂拓銷策略，促讓豬肉出口管道恢復[24]。
- 金管會2019年11月28日曾開放年滿7歲到18歲未成年人（得經由驗證法定代理人書面同意文件）開立數位存款帳戶。各方反應極為踴躍。為順應數位潮流，銀行局同日表示，擬再擴大開戶對象至企業戶，及增加生物辨識技術，以提高交易限額[25]。
- 國發會啟動外國專業人才延攬及僱用法修法，研議鬆綁「2年工作經驗」門檻及永久居留條件的可行性，以強化攬才誘因[26]。
- 鑒於出口商進場拋匯及外資匯入，帶動新臺幣匯價續創2年新高，新臺幣兌換美元，同日收盤價逾29.704元，升值6.6分，台北及元太外匯市場總成交金額達14.16億美元[27]。
- 依據2019（民108）年臺灣人死因統計結果：概述如右3點：1，受人口高齡化的影響，2019年度死亡率上升1.4%（死亡人數計17萬5,424人，較2018年增加了2,565人）。2，惡性腫瘤（癌症）、心臟疾病與肺炎居主要死因前三位。3，癌症多集中於55歲以上之高齡族群，占了85%[28]。

## 6月17日
- 新臺幣兌美元接連2日升值，同日收盤再收至29.682美元，升值2.2分。睽違了2年多，再次站上29.6字頭。市場氛圍已趨向保守及觀望，臺北、元太外匯市場總成交金額同日僅9.83億美元[29]。

## 6月18日
- 科技部同日新聞稿發布，瑞典（SSF）預計未來5年間投資近6千萬瑞典克朗（約折合新臺幣2億元），補助6群臺灣、瑞典合作研究計畫（研究領域將以資、通訊、生物工程及材料研究為主）。科技部也將以「雙邊協議擴充加值國際合作研究計畫」方式加值投資約新臺幣5千萬元[30]。

## 6月29日
- 微軟同日公布2019年度亞太地區端點安全防護威脅報告，其中關於臺灣遭受惡意程式攻擊發生率，高於全球平均值的1.2倍。而遭受勒索軟體攻擊發生率，則高於亞太地區平均值的2.5倍、亦高於全球平均值的1.5倍[31]。